# Khayr (nom)
Khayr és un nom masculí àrab —en àrab خير, Ḫayr— que literalment significa ‘bé (físic, moral)’, ‘riquesa’, també ‘bo’, ‘millor’. Si bé Hamd és la transcripció normativa en català del nom en àrab clàssic, també se'l pot trobar transcrit d'altres maneres: Kheir, Khair, Hayr, Heyr…. També se l'empra precedit de l'article, al-Khayr (en àrab الخير, al-Ḫayr), ‘el bé’, ‘la riquesa’, ‘el bo’, ‘el millor’. Aquest nom també el duen molts musulmans no arabòfons que l'han adaptat a les característiques fòniques i gràfiques de la seva llengua: en turc Hayr.
Combinat amb la paraula «humanitat», Khayr al-Wara —en àrab خير الورى, Ḫayr al-Warà, ‘el millor de tots'— forma un dels epítets del profeta Muhàmmad.
Combinat amb la paraula «Déu», Khayr-Al·lah —en àrab خير الله, Ḫayr Allāh, ‘Bé de Déu’— forma un nom compost relativament comú.
Combinat amb la paraula «religió» o «fe», Khayr-ad-Din —en àrab خير الدين, Ḫayr ad-Dīn, ‘Bé de la Religió’, ‘Bé de la Fe’— forma un làqab que també ha esdevingut un nom relativament comú. Se'l pot trobar transcrit d'altres maneres: Khair ad-Din, Khayr al-Din, Khair ud-din, Khairuddin, Hayreddin, Khaireddin, Kheireddine, Khayreddin, Khairuddin, Khaïr-Eddine, Kheiriddin…; i també ha estat adaptat a les característiques fòniques i gràfiques d'altres llengües: en bosnià, Hajrudin; en turc, Hayrettin.